# Narodni list
Narodni list (wł. Il Nazionale, periodico politico e letterario) – gazeta wydawana w Królestwie Dalmacji w latach 1862–1920 z inicjatywy członków partii Narodna stranka u Dalmaciji.
Była wydawana w Zadarze od 1 marca 1862 jako gazeta nurtu liberalnego chorwackiego odrodzenia narodowego. Do 1869 roku nosiła nazwę Il Nazionale, a Narodni list był jej dodatkiem. Opisywała wydarzenia w polityce wewnętrznej i zewnętrznej oraz problemy gospodarcze w Królestwie Dalmacji. Formalnie była niezależna od partii, ale początkowo de facto stanowiła jej biuletyn, a jej treść była tworzona pod wpływem kierownictwa partyjnego. Redaktorzy polemizowali z ruchem autonomistów Niccolò Tommaseo. Narodni list przyczynił się do krzewienia idei zjednoczenia ziem chorwackich. Za swoją działalność byli poddawani represjom. Redaktorami naczelnymi gazety byli: Natko Nodilo (1862–1867), Lovro Matić (1867–1869) i Juraj Biankini (1871–1919). Przestała być wydawana w 1920 roku.